# Regiunile Belgiei
Belgia este un stat federal care se compune din comunități și din regiuni.
Regiunile dispun de o autonomie sporită, în particular în domeniile economic, al forței de muncă, amenajării teritoriului, agriculturii, lucrărilor publice, locuinței, turismului, energiei, mediului înconjurător, căilor navigabile, apelor și pădurilor, al tutelei asupra organismelor subordonate, politicilor privind familia, persoanelor cu handicap și celor de vârsta a treia, etc. De asemenea, regiunile dispun de o autonomie parțială în ceea ce privește ajutorul social, învățământul (clădiri și transport școlar) sau patrimoniul, în timp ce comunitățile dispun în materie culturală, dar și în materie de ajutor social sau învățământ.
Autonomia regiunilor, precum și a tuturor celorlalte entități federale belgiene, este foarte extinsă, în virtutea principiului competențelor exclusive care singularizează federalismul belgian prin aceea că prelungește, practic fără rezerve, autonomia entităților federale pe scena internațională.
Conform articolului 3 din Constituție, Belgia este compusă din trei regiuni:  Regiunea Valonă,  Regiunea Flamandă și  Regiunea Capitalei Bruxelles.

## Entități federale cu puteri extinse
Fiecare regiune dispune de propriul guvern și parlament. Federalismul belgian are la bază conceptul egalității legilor, însemnând că legislația entităților federate (decrete și ordonanțe) are aceeași forță juridică precum legile federale, deci că legea federală belgiană nu are întâietate asupra legislației entităților federate în ceea ce privește competențele lor stabilite prin constituție.
Astfel, un decret-lege adoptat de un parlament regional în domeniul competențelor regionale nu poate fi anulat de o lege belgiană. În plus, deoarece puterile entităților federate au exclusivitate pe teritoriul exercitat de acestea, aceste competențe nu pot fi exercitate simultan de entitățile federate și de statul belgian.
Mai mult, începând din anul 1993, federalismul belgian a prevăzut că entitățile federate (regiunile și comunitățile) au dreptul să regleze pentru subiecții lor aspecte de cooperare internațională, inclusiv încheierea de tratate. Un exemplu semnificativ în acest sens este blocarea de către Regiunea Valonă, timp de mai multe săptămâni, a acordului de liber schimb CETA dintre Uniunea Europeană și Canada. Prin votul său negativ, parlamentul valon a împiedicat guvernul federal belgian să semneze acordul, deși acesta fusese ratificat de parlamentele celorlalte două regiuni ale Belgiei și de toate celelalte state ale Uniunii Europene. Cu toate aceste puteri extinse, ține totuși de Constituția Belgiei și de legile speciale federale să definească limitele competențelor statului federal și cele ale entităților federate care îl compun.
Regele Belgienilor, Șeful de Stat al Belgiei, nu mai are dreptul de intervenție în procesul de decizie politică al entităților federate. Totuși, Miniștrii-Președinți ai regiunilor jură la investire pe Constituția Belgiei ținută în mâini de Regele Belgienilor.

## Valonia
Regiunea Capitalei Bruxelles
     Regiunea Flamandă
     Regiunea Valonă

Harta regiunilor Belgiei:
Regiunea Capitalei Bruxelles
Regiunea Flamandă
Regiunea Valonă

Teritoriul Regiunii Valone este divizat în 262 de comune, din care 253 de comune în aria de limbă franceză și 9 comune în aria de limbă germană, care formează Comunitatea germanofonă din Belgia (2% din populația valonă). Valonii reprezintă aproximativ o treime din populația Belgiei, iar Valonia aproximativ 60% din teritoriul Regatului, ceea ce o face regiunea belgiană cea mai întinsă în suprafață.

### Provinciile Valoniei
- Brabantul Valon (capitala: Wavre)
- Hainaut (capitala: Mons)
- Liège (capitala: Liège)
- Luxembourg (capitala: Arlon)
- Namur (capitala: Namur, capitală a Valoniei)

### Alte orașe importante
- Charleroi
- La Louvière
- Tournai
- Seraing
- Verviers
- Mouscron
- Braine-l'Alleud
- Herstal
- Châtelet
- Binche
- Ottignies-Louvain-la-Neuve
- Waterloo
- Ath
- Nivelles
- Huy
- Eupen (sediul instituțiilor Comunității germanofone)
- Dinant

## Flandra
Regiunea Flamandă este constituită din 308 de comune situate în jumătatea de nord a țării. Limba oficială este neerlandeza. Flandra este regiunea belgiană cu cea mai numeroasă populație, 6.509.894 locuitori la 1 ianuarie 2017.

### Provinciile Flandrei
- Antwerpen (capitala: Antwerpen)
- Brabantul Flamand (capitala: Leuven)
- Flandra de Vest (capitala: Brugge)
- Flandra de Est (capitala: Gent)
- Limburg (capitala: Hasselt)

### Alte orașe importante
- Mechelen
- Oostende
- Kortrijk
- Aalst
- Tongeren
- Genk
- Roeselare
- Turnhout
- Lokeren
- Dendermonde
- Beringen
- Sint-Truiden
- Heist-op-den-Berg
- Vilvoorde
- Dilbeek
- Geel

## Capitala Bruxelles
Regiunea Capitalei Bruxelles este formată din 19 comune. Această regiune nu este divizată în provincii și reprezintă o zecime din populația totală a țării. Din punct de vedere istoric, regiunea a aparținut ariei lingvistice neerlandofone. Astăzi este teoretic bilingvă, franceza și neerlandeza fiind limbi oficiale, dar în practică este majoritar francofonă. Geografic, Regiunea Capitalei Bruxelles reprezintă o enclavă înconjurată complet de Regiunea Flamandă.